# BDt
BDt und BDti sind die in der Schweiz übliche Serienbezeichnung für Steuerwagen mit Sitzplätzen zweiter Klasse und Gepäckabteil. Derartige Fahrzeuge waren bei den SBB und mehreren Privatbahnen im Einsatz. Das kleine i des BDti weist auf die offene Plattform hin.
Durch den vermehrten Einsatz von Triebzügen hat die Verwendung von Steuerwagen allgemein stark abgenommen. Zudem benötigen viele Züge kein Gepäckabteil mehr. Moderne Steuerwagen des Typs BDt verkehren nur bei der Rhätischen Bahn (RhB).

## SBB
Die SBB beschafften bereits 1948 den ersten Steuerwagen mit Gepäck- und Personenabteil. Er trug damals die Bezeichnung CFtü 961. Mit der Einführung des Zweiklassensystems im Jahr 1959 wurde er zum BFt4ü 990, zum Schluss trug er die UIC-Bezeichnung BDt 50 85 82-33 900.

SBB-Pendelzug mit Steuerwagen CFt 961 (BDt 50 85 82-33 900) aus dem Jahr 1948
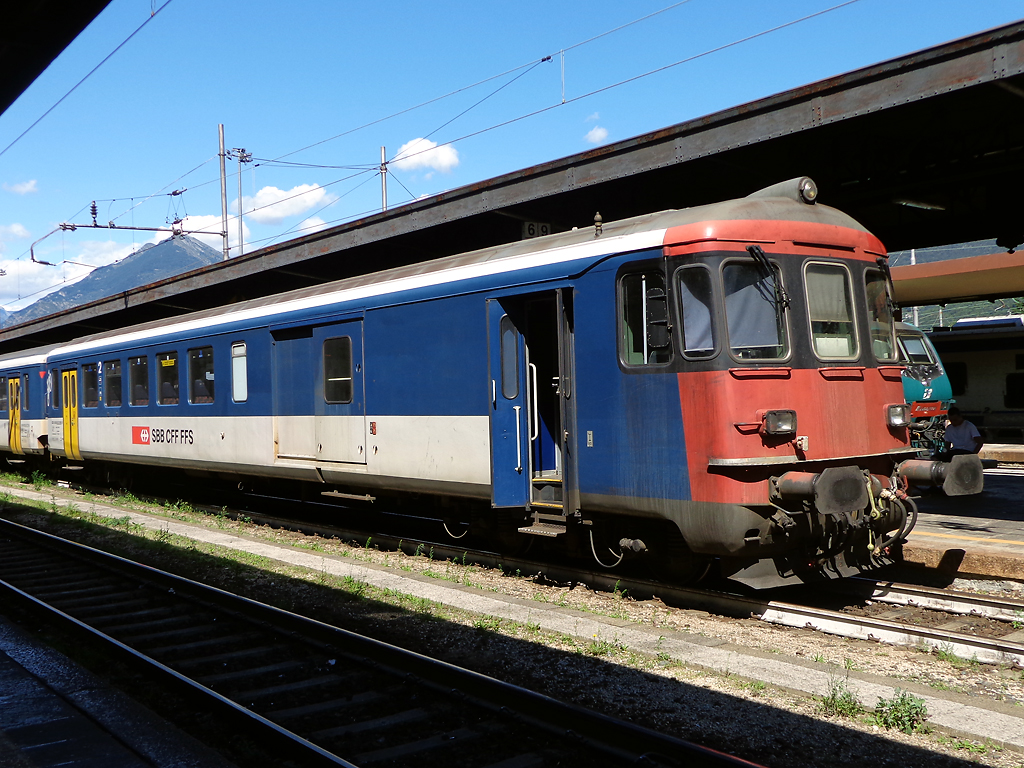
BDt 50 85 82-33 960–980, Einheitswagen I (EW I) für Vst IIId, Umbau aus ABt (EW I)
BDt 50 85 82-33 910–939, Einheitswagen II für Vst IIId
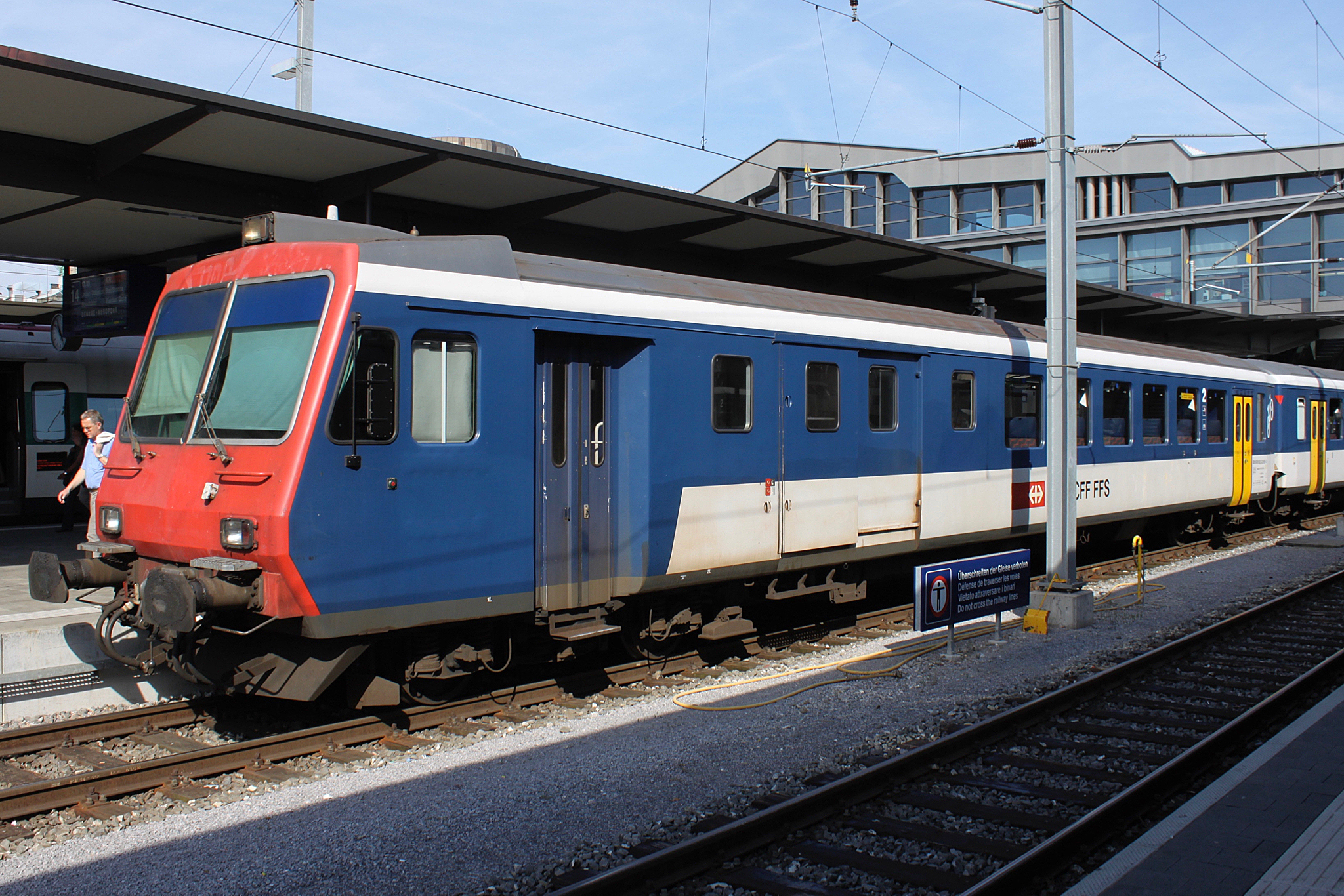
BDt (EW I), 50 85 92-33 950-955, für Vst IIId, Umbau aus B (EW I)
BDt 50 85 82-33 900, Leichtstahlwagen für Vst IIIa (ausrangiert)
BDti 50 85 82-03 900–906 für Vst IIIe (ausrangiert)

## Normalspurige Privatbahnen

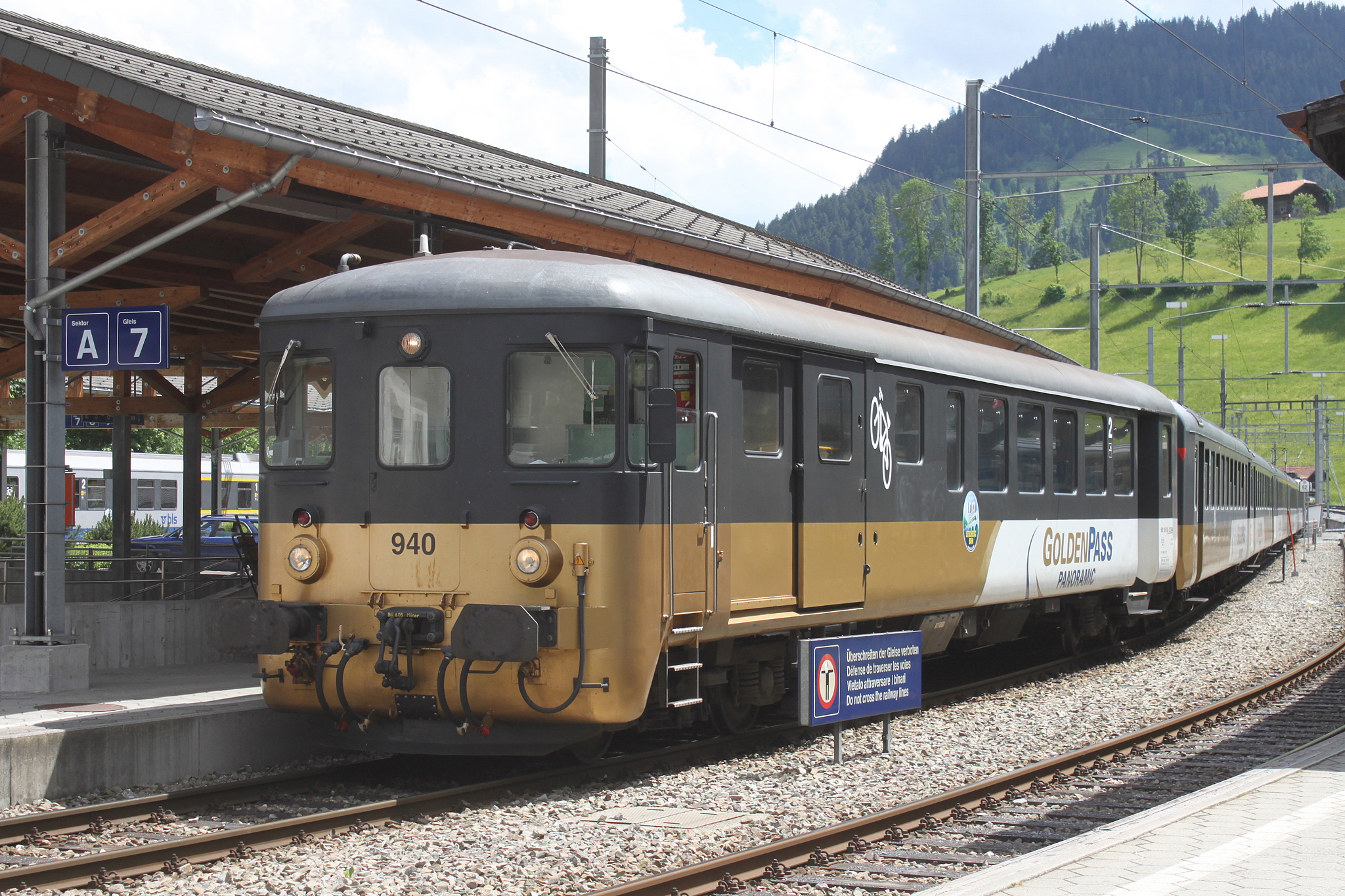
BLS BDt 50 63 82-33 940–941 für Be 4/4, umgebaut aus Bi Leichtstahl.
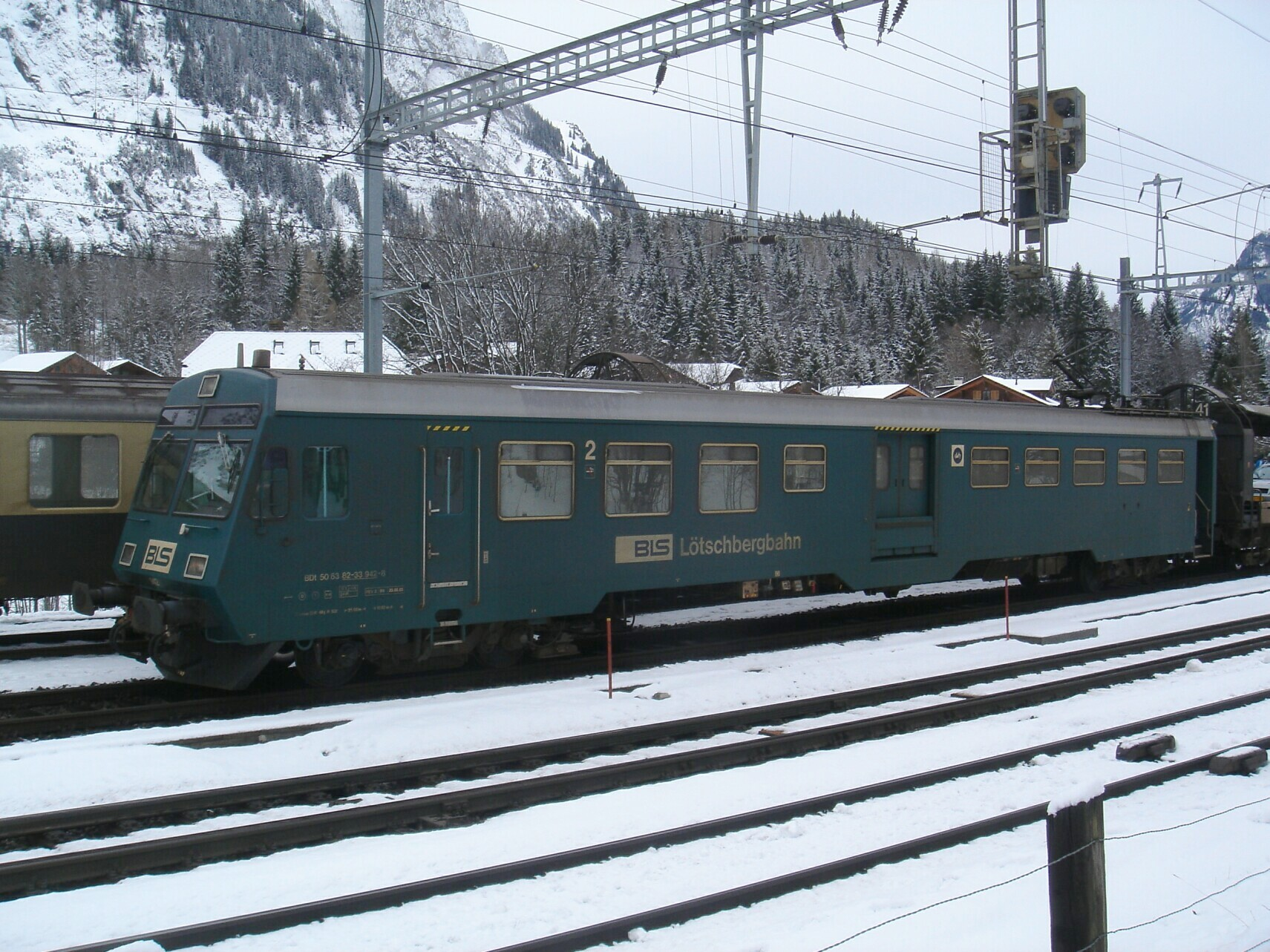
BLS BDt 50 63 82-33 942 für Autoverladezüge
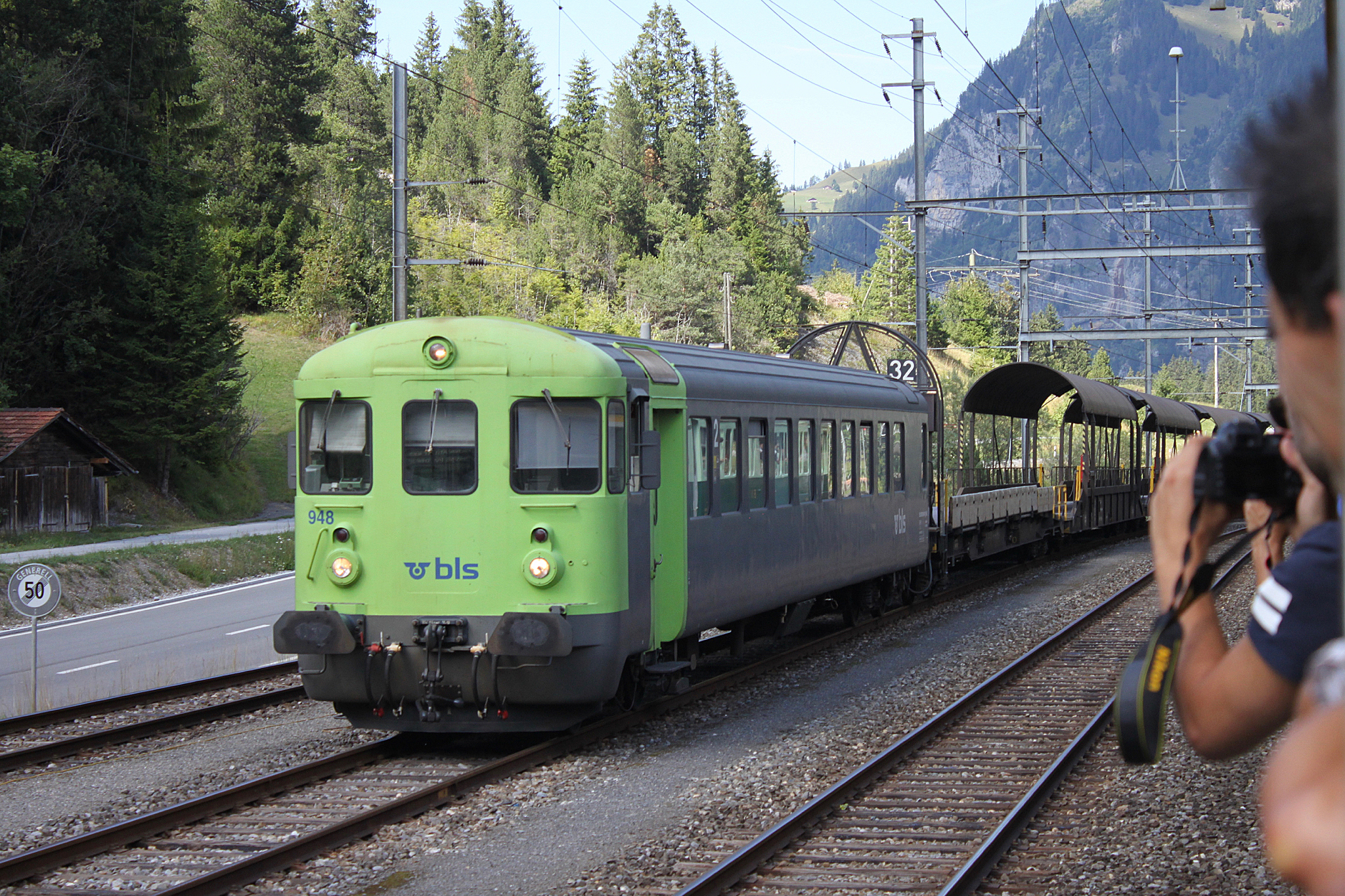
BLS BDt 50 85 80-35 948 für Autozüge, umgebaut aus EW I Bt.
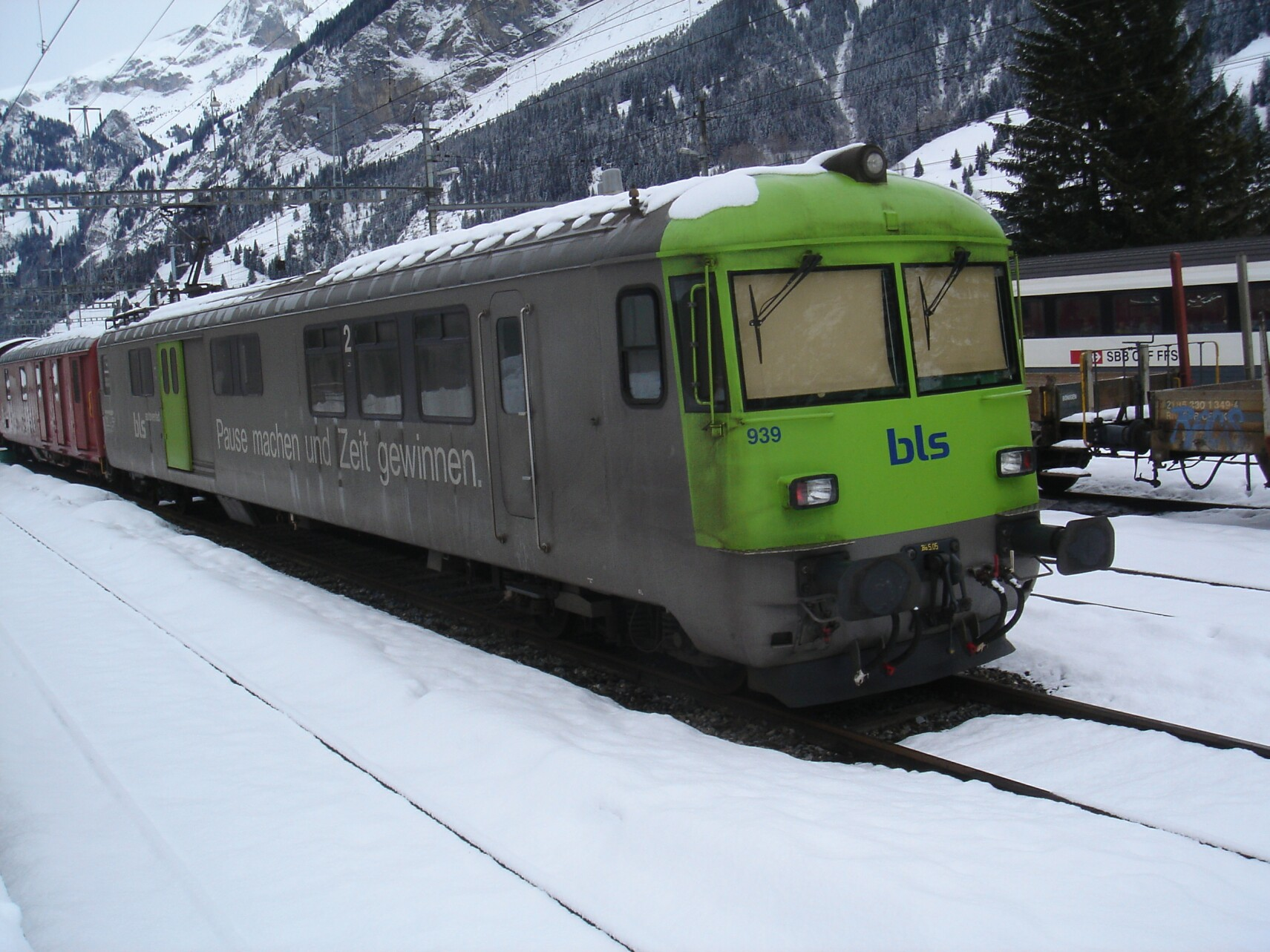
BLS BDt 50 63 82-33 939 für Autozüge, umgebaut aus SBB DZt (EW I)
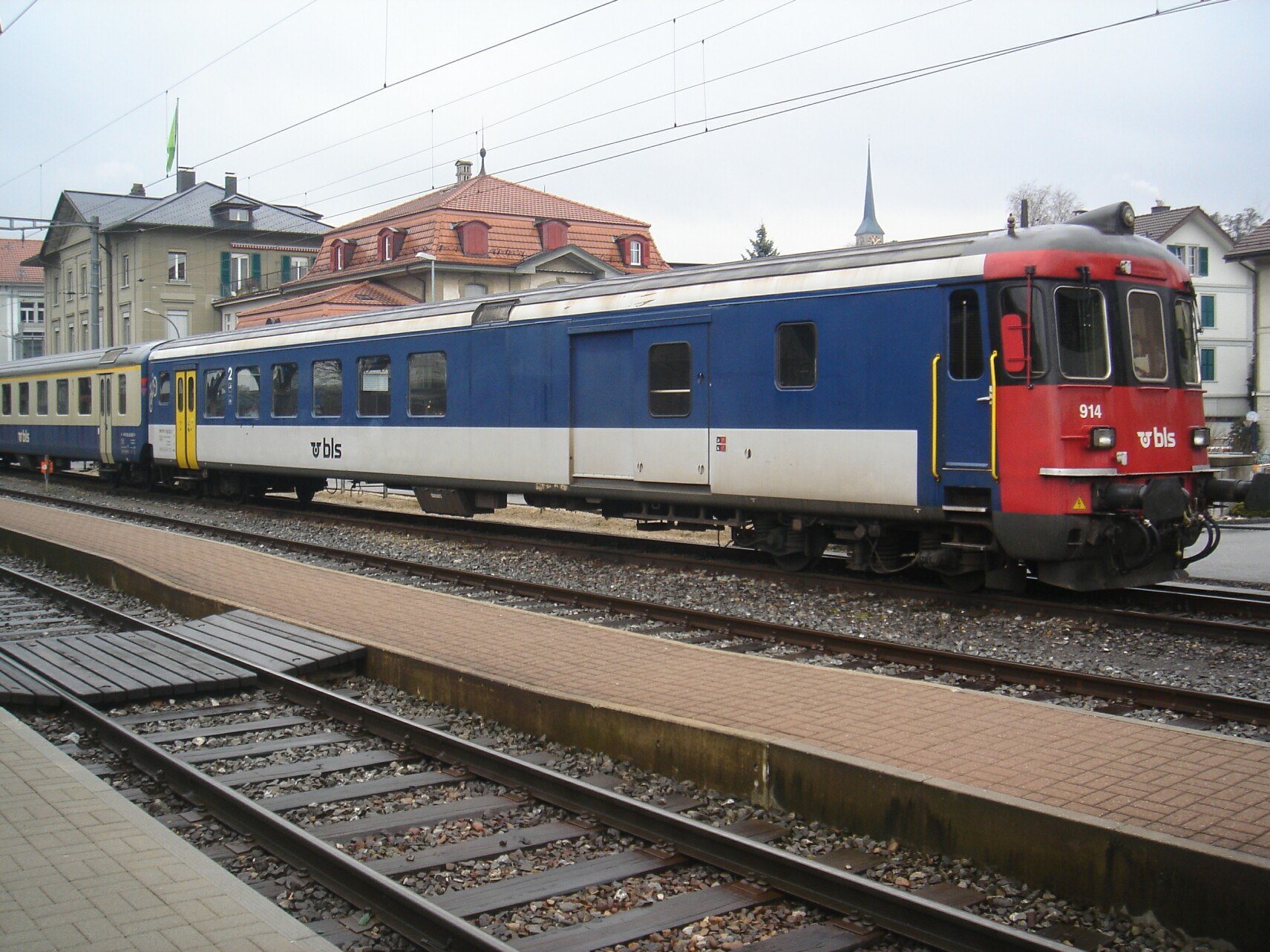
BLS BDt 50 63 82-33 914, EW II, übernommen von den SBB
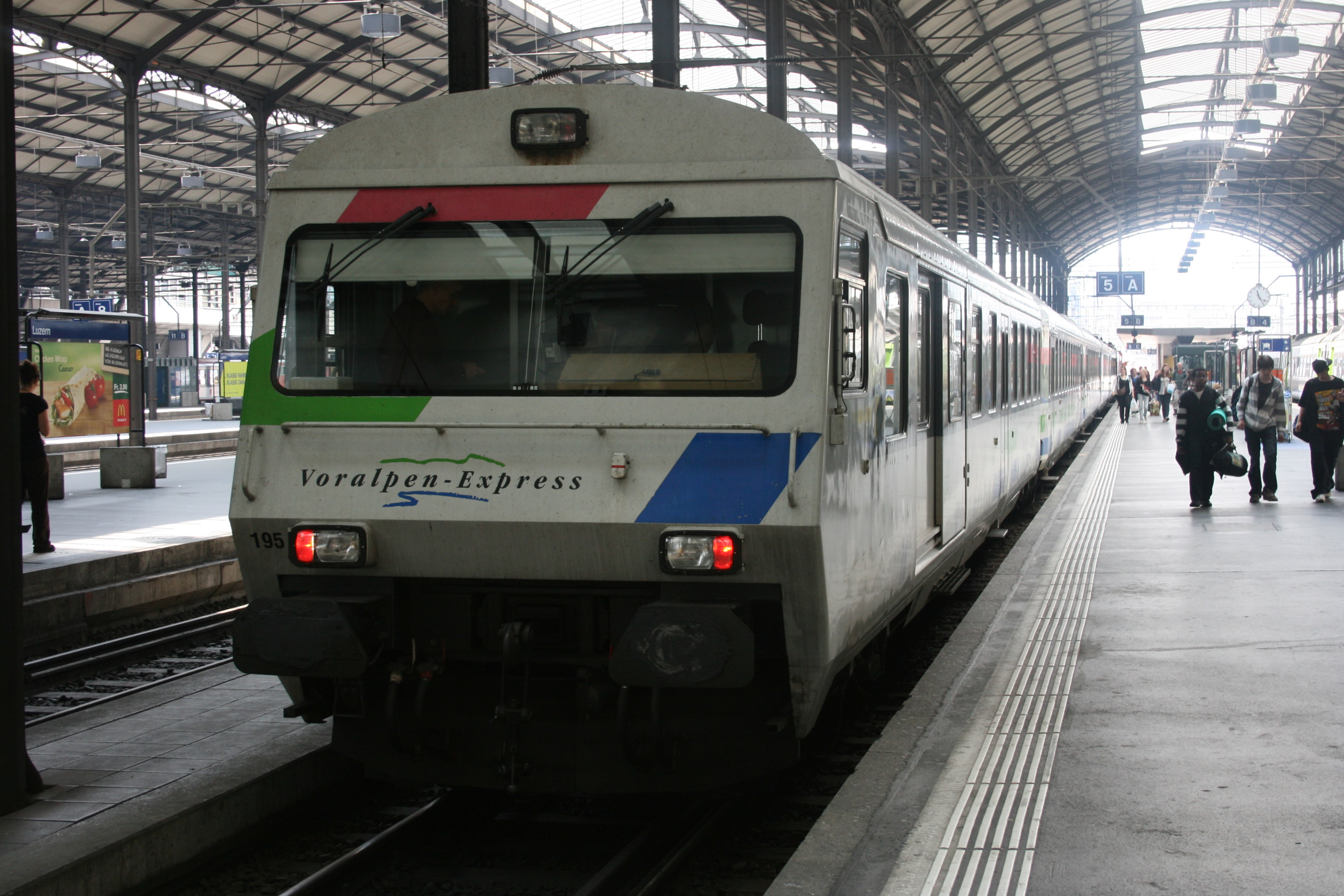
SOB BDt 50 48 80-35 191–199 für Voralpen-Express, umgebaut aus EW I (ausser Betrieb)

## Schmalspurbahnen
- Die Rhätische Bahn (RhB) besitzt mehrere Serien derartiger Steuerwagen; siehe RhB BDt
- Die Berner-Oberland-Bahn (BOB) besass drei BDt 401–403, siehe auch Liste von Reisezugwagen der Berner-Oberland-Bahn